# Anisa Guajardo
Anisa Raquel Guajardo Braff (* 10. März 1991 in Fresno, Kalifornien) ist eine US-amerikanisch-mexikanische Fußballspielerin.

## Karriere

### Verein
Von 2011 bis 2012 spielte sie beim W-League-Teilnehmer Pali Blues, wo ihr in ihrer Debütsaison vier Tore und drei Torvorlagen gelangen. Guajardo wurde im Januar 2013 bei der sogenannten NWSL Player Allocation der Mannschaft der Boston Breakers zugeteilt, blieb jedoch in der gesamten Saison ohne Pflichtspieleinsatz. 2014 wechselte sie zur Franchise der Bay Area Breeze in die W-League.
In der Saison 2015/16 gewann Guajardo mit der neugegründeten Frauenmannschaft des Melbourne City FC ungeschlagen die australische Meisterschaft.

### Nationalmannschaft
Guajardo war im Jahr 2008 Teil der mexikanischen U-20-Nationalmannschaft. Seit 2011 steht sie im Kader der A-Nationalmannschaft Mexikos. Am 4. Juni 2015 wurde sie nachträglich für die verletzte Ariana Calderón für die WM 2015 nominiert.

## Erfolge
- 2015/16: Australische Meisterschaft (Melbourne City FC)